# Jean-Jacques Porchat
Jean-Jacques Porchat, né le 20 mai 1800 à Vandœuvres (alors dans le département du Léman, et actuellement dans le canton de Genève) et mort le 2 mars 1864 à Lausanne, est un chansonnier, poète populaire, traducteur, juriste et professeur de droit et de littérature latine suisse. Il a notamment traduit de l'allemand au français les œuvres complètes de Goethe,,.

## Carrière professionnelle et artistique
Après avoir commencé des études de théologie, il fait des études de droit à l'Académie de Lausanne entre 1820 et 1821, puis en Allemagne et à Paris. Il obtient en 1823 la chaire de droit romain et de droit criminel de l'Académie de Lausanne. Une année auparavant, il publie, sous le pseudonyme de Jean-Jacques Valamont, un poème sur Montbenon, puis d'autres : La Cascade de Sauvabelin et Notre-Dame ou l'Incendie de la Flèche, ainsi que des pièces en vers célébrant les rives du Léman ou le Grand-Pont. Après avoir enseigné le droit pendant quelques années, il s'oriente vers la littérature. Il est nommé professeur de littérature latine à l'Académie de Lausanne en 1832. C'est à cette époque qu'il publie les Poésies vaudoises, dont les ventes lui permettent de fonder un prix de récitation. En 1843, il met en scène sa pièce Bonaparte à Villeneuve au théâtre de Marterey,.
En 1838, le gouvernement demande une réélection du corps académique et il perd sa chaire. Il enseigne dès 1842 la littérature à l'école Vinet. Il retrouve sa chaire en 1845 avant d'être à nouveau destitué en 1846, à la suite d'un « coup d'État académique ». Il s'installe alors à Paris avec sa famille, où il devient professeur de littérature ancienne. Il publie des études historiques et archéologiques dans le magazine Le Magasin pittoresque, ainsi que Trois mois sous la neige, qui lui vaut en 1849 un prix Montyon de l'Académie française « destiné aux ouvrages les plus utiles aux mœurs ». Il compose en outre des ouvrages pour la jeunesse et devient également traducteur. Il obtient un contrat de la maison d'édition Hachette pour la traduction complète des œuvres de Goethe, qu'il accomplira entre 1860 et 1863, en dix volumes, après être retourné à Lausanne en 1856 ou 1857,.
Chansonnier, poète, écrivain, son œuvre littéraire comprend une quarantaine de volumes. Il écrit des récits, dont L'ours et l'ange (1857), Les Souvenirs de Valentin,  des fables et des drames historiques : Winkelried (1845) et Jeanne d'Arc,. Il lègue une partie de ses œuvres à la ville de Rolle.

## Carrière politique
Libéral modéré, il est élu au Grand Conseil du canton de Vaud en 1839 ; il y restera jusqu'en 1841. Il entre en outre en 1840 au Conseil de l'instruction publique, où il siégera jusqu'en 1845,.

## Vie privée
Originaire de Penthalaz et de Mont-sur-Rolle, il passe sa jeunesse à Rolle. Il épouse le 16 février 1825 Louise-Marie-Sylvie Bressenel. Ils auront quatre enfants : Amélie (1827), Albert (1828), Caroline (1829) et Louise (1834).
Il meurt le 2 mars 1864 dans sa maison du quartier de Montoie, à Lausanne. Il est enseveli au cimetière d'Ouchy, disparu depuis,.

## Lieux éponymes
- Lausanne possède une rue Jean-Jacques-Porchat (de l'avenue Alexandre-Vinet à l'avenue Henri-Druey), sur décision municipale de 1885[1] ;
- Penthalaz possède une rue Jean-Jacques-Porchat (de et jusqu'à la route de la Gare) ;
- Rolle possède un chemin Jean-Jacques-Porchat (de l'avenue de la Gare au chemin de Jolimont), sur décision municipale de 1911[3].